# Pininfarina
Pininfarina (abreviación para Carozzeria Pininfarina) es una firma de diseño de automóviles, de tren de alta velocidad y creadora de carrocerías ubicada en Turín, Italia, fundada en 1930 por el diseñador y constructor de automóviles Battista "Pinin" Farina. Continuando con la compañía, el apellido pasó a ser Pininfarina en 1961, como resultado de combinar su apodo y apellido.
A través de los años, la compañía ha sido empleada por muchos fabricantes de automóviles, sobre todo Soueast, Ferrari, Maserati, Cadillac, Nash Motors, Peugeot, Jaguar, Volvo, Alfa Romeo, Ford, MG y Lancia. Desde los años 1980, también ha proporcionado la consultoría de diseño industrial y de diseño interior a clientes corporativos. Además, la compañía ha diseñado tranvías, por ejemplo: los de Lille y trenes como los de alta velocidad domésticos neerlandeses que han sido construidos recientemente.
Pininfarina fue dirigida por el hijo de Bautista Sergio Pininfarina hasta 2001, y luego por su nieto Andrea Pininfarina hasta su muerte en 2008. Después de la muerte de Andrea, su hermano menor Paolo Pininfarina fue nombrado director ejecutivo.
En su apogeo en 2006, el Grupo Pininfarina contaba con 2,768 empleados en oficinas subsidiarias en toda Europa, así como en Marruecos y Estados Unidos. A partir de 2012, con la crisis de la producción automotriz, la plantilla se redujo a 821 trabajadores. Pininfarina está registrada y cotiza públicamente en la Bolsa de Milán.

## En Estados Unidos

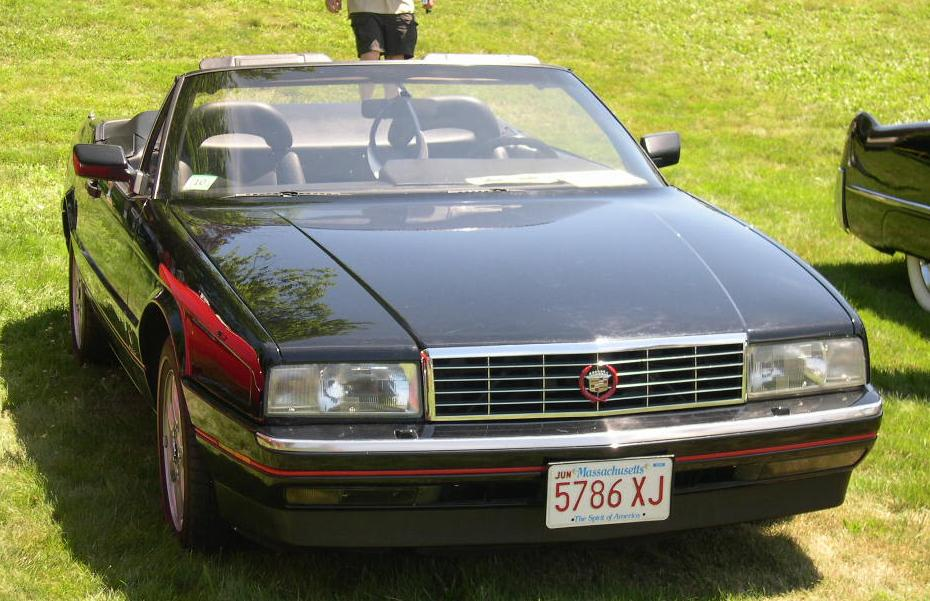
Cadillac Allanté de 1987.

Después de la Segunda Guerra Mundial, un número de fabricantes de automóviles estaban interesados en trabajar con Pininfarina, que había captado ampliamente la atención con su diseño altamente innovador del Cisitalia 202. La cooperación subsecuente con motores de Nash dio lugar a la producción en grandes cantidades de los diseños de Pininfarina y, por lo tanto, a una entrada importante en el mercado estadounidense. En 1952, Pininfarina visitó los Estados Unidos para la presentación de su diseño para la línea Nash Ambassador. Además, las carrocerías de los autos deportivos Nash-Healey fueron ensambladas en número limitado entre 1952 y 1954 en las instalaciones de Turín de Pininfarina. Como resultado de los esfuerzos de comercialización de Nash, Pininfarina llegó a ser muy conocido en los Estados Unidos. Un acuerdo similar se repitió a finales de los años 1980, cuando Pininfarina diseñó y, montó parcialmente, el Cadillac Allanté para General Motors. Las carrocerías eran montadas y pintadas en Italia antes volar a Detroit para el montaje final de los vehículos.

## Pininfarina Sverige AB

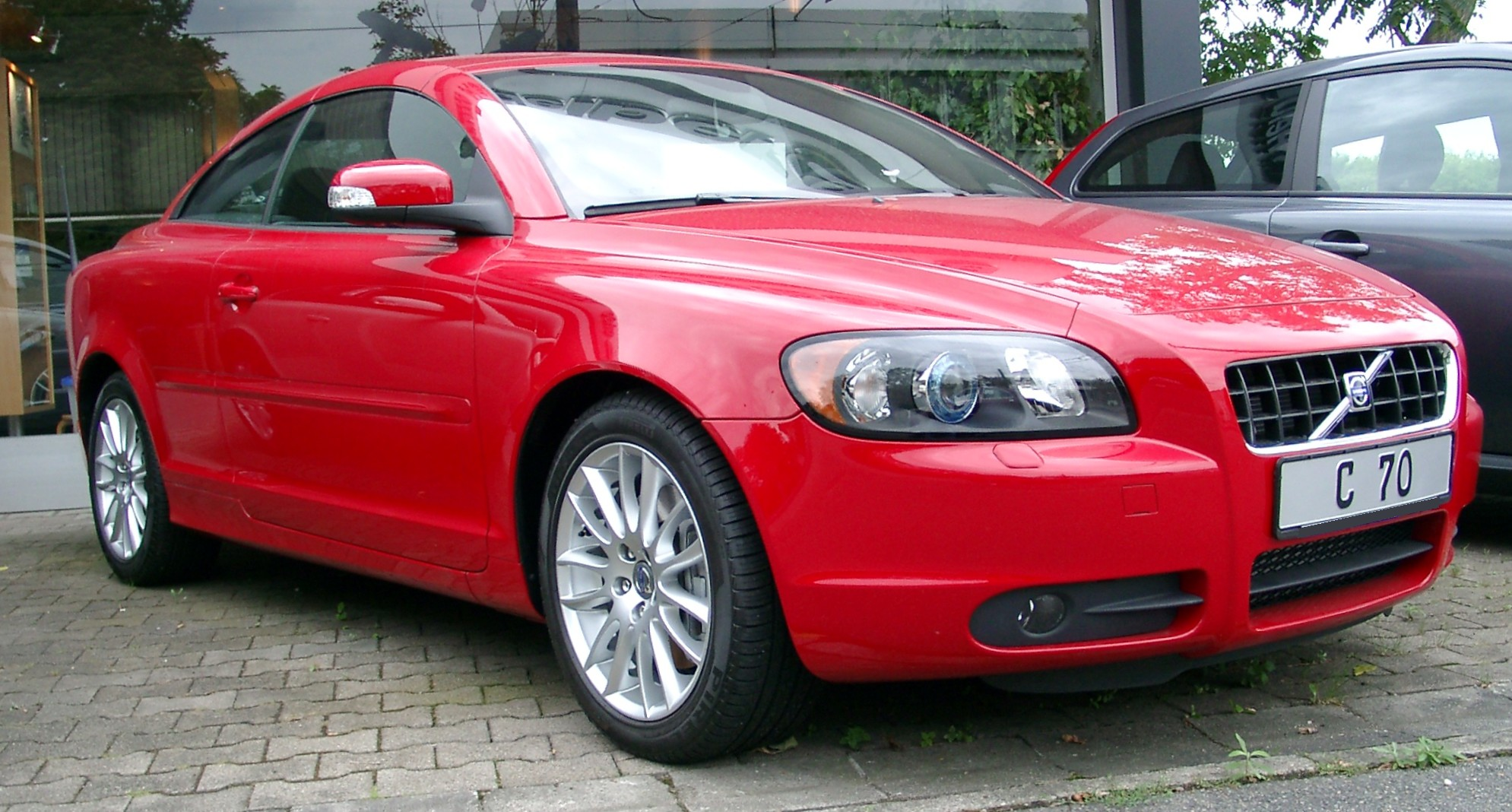
Volvo C70 de 2006

En 2003, Pininfarina Sverige AB fue establecida en Uddevalla, Suecia como una empresa a riesgo compartido entre Volvo y Pininfarina. El grupo es propiedad en un 60% por Pininfarina y el 40% por Volvo. En 2006, el convertible del Volvo C70 de la segunda generación se convirtió en el primer coche producido por Pininfarina fuera de Italia.

## Prototipos y vehículos por encargo
Además de los vehículos de producción, Pininfarina crea prototipos, automóviles de demostración y automóviles por encargo para fabricantes de coches, así como a clientes privados. La mayoría de los prototipos han servido solamente como automóviles conceptuales, aunque varios modelos se han convertido para producción, incluyendo el Ferrari 612 Scaglietti y Ferrari F50. Un ejemplo de encargo privado-comisionado reciente fue el Ferrari P4/5 de 2006, un deportivo individual basado en el Ferrari Enzo y rediseñado, cambiando así el diseño exterior, según las especificaciones del cliente. Otro diseño a encargo fue hecho por el argentino Juan Manuel Fangio, que le llevó un proyecto para su país de origen, lo que sería llamado "Torino" se tomó de base un Rambler American.

## Modelos propios

### Pininfarina Battista

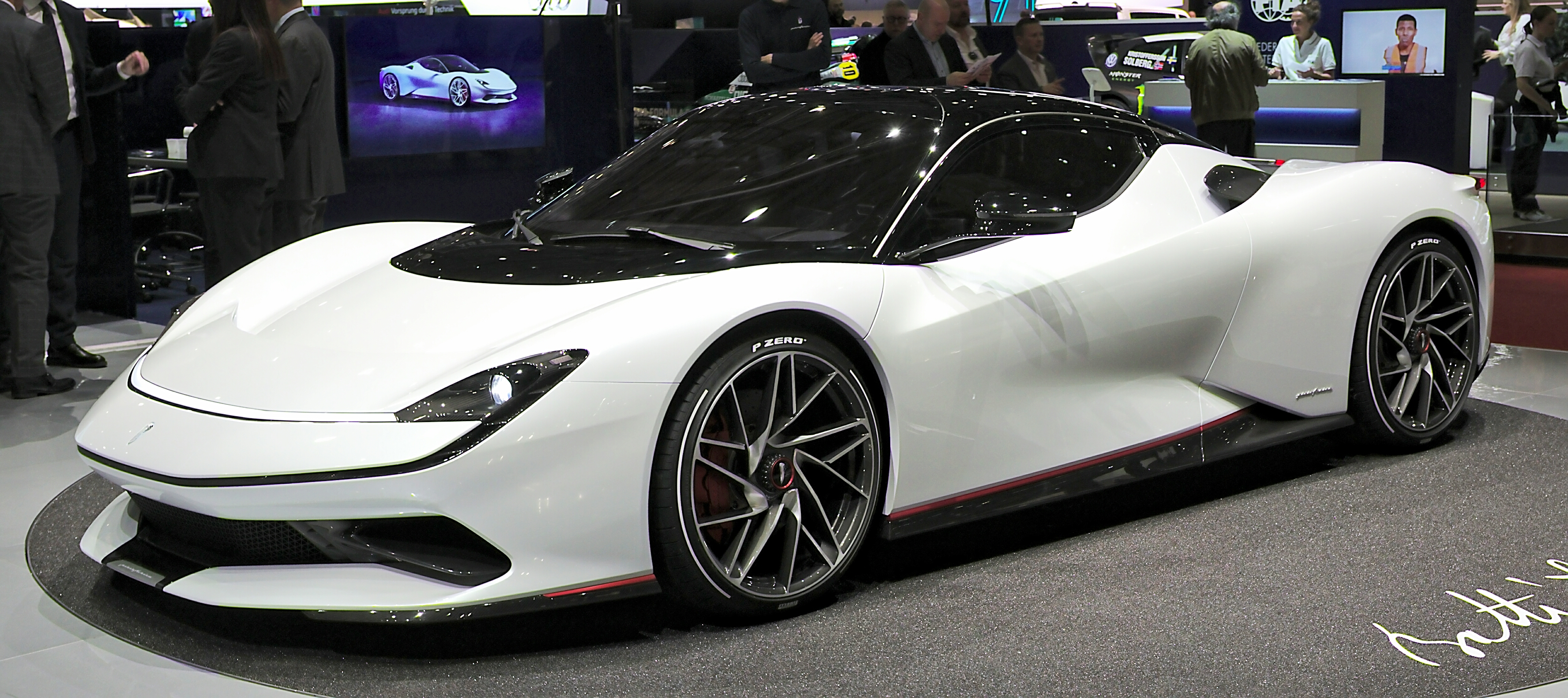
Pininfarina Battista

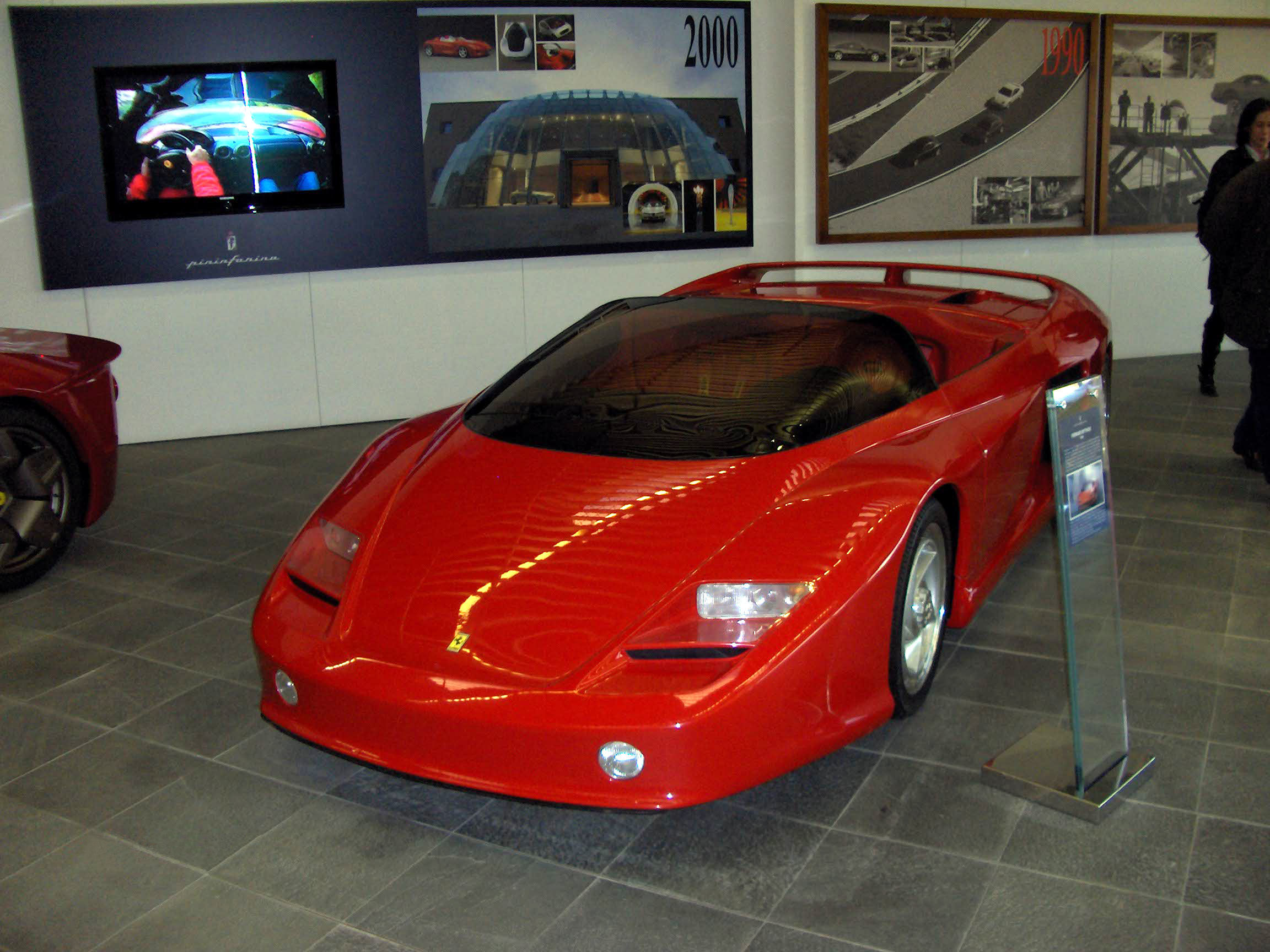
Ferrari Mythos de 1989.

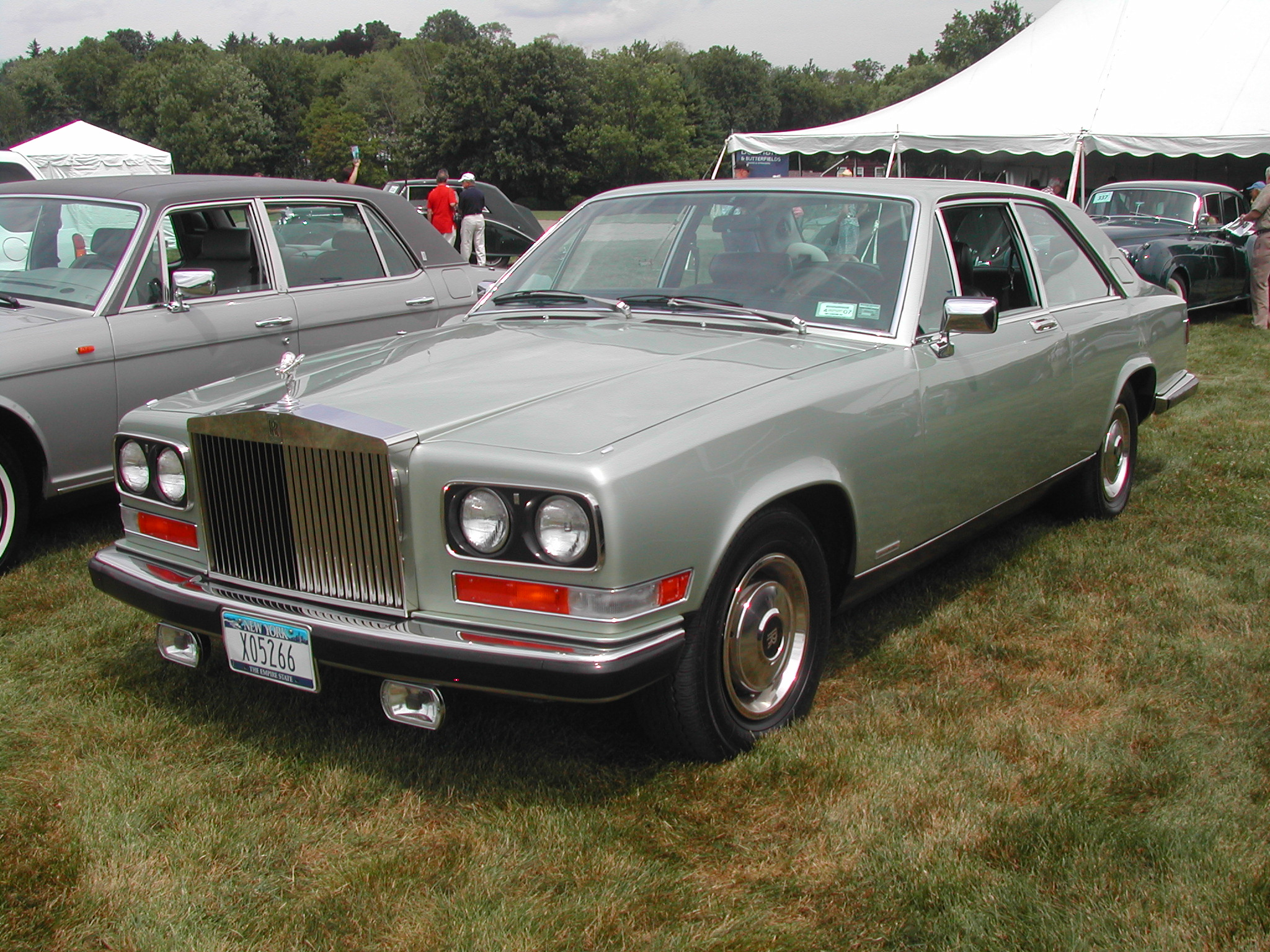
Rolls-Royce Camargue de 1982.

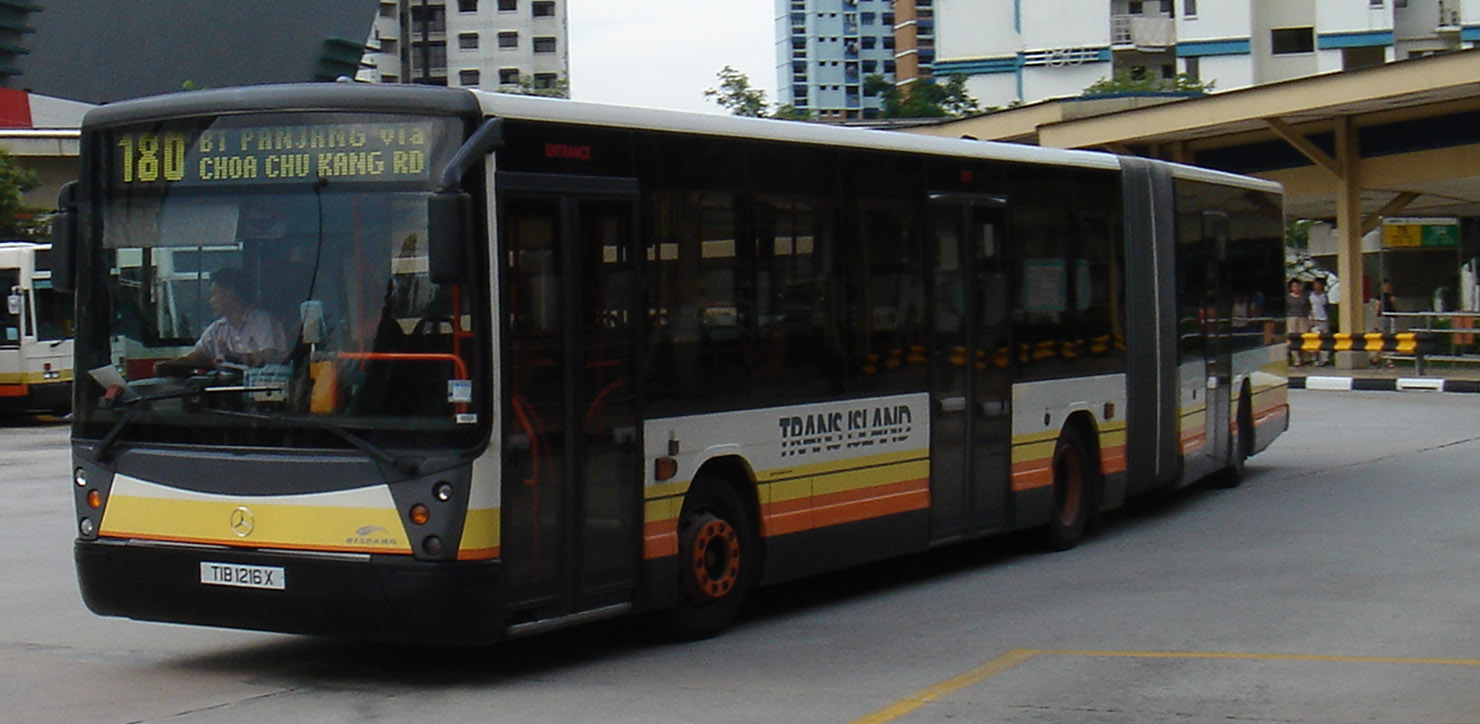
Carrocería Habit de Hispano

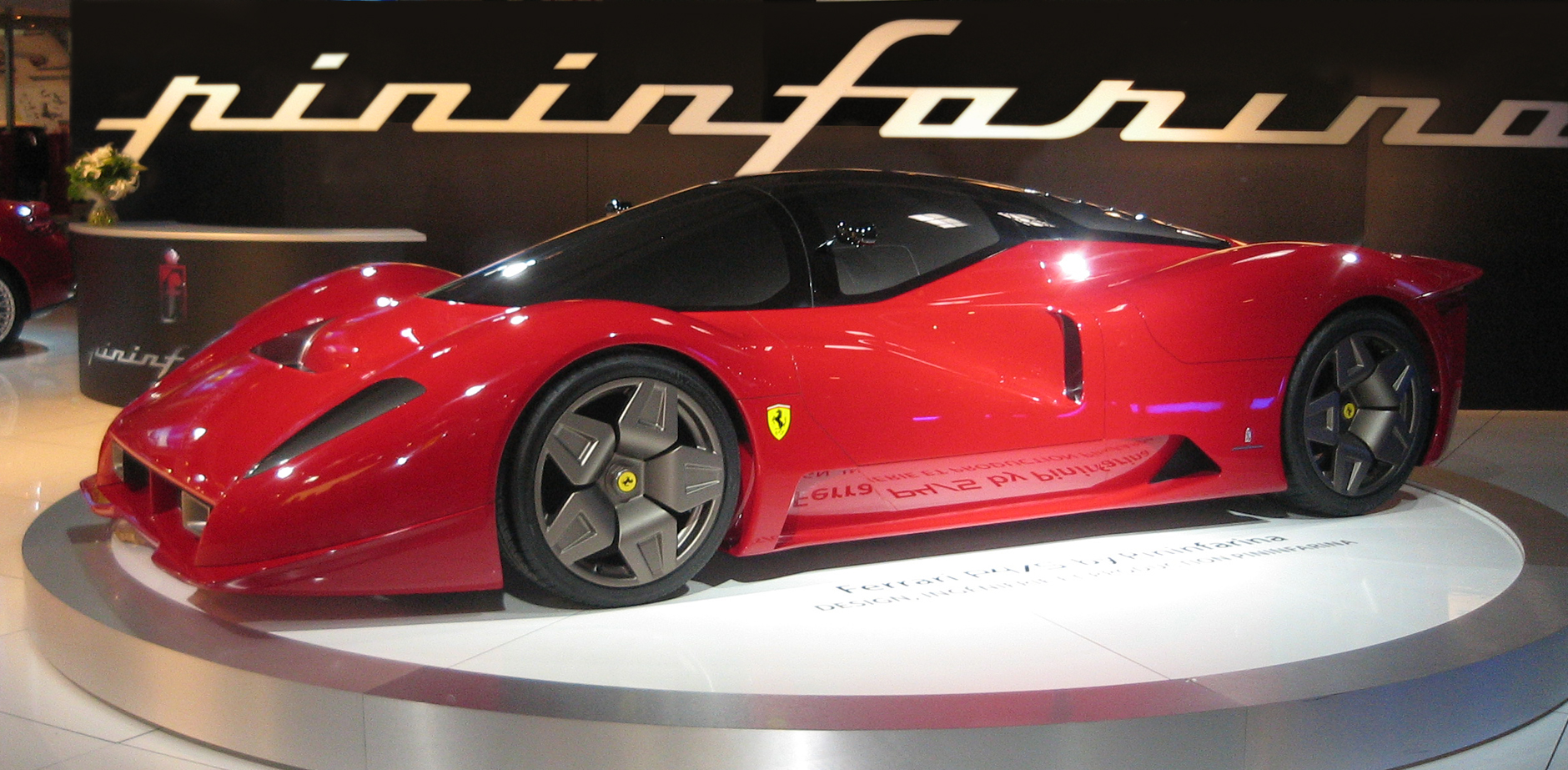
Ferrari P4/5 de 2006.

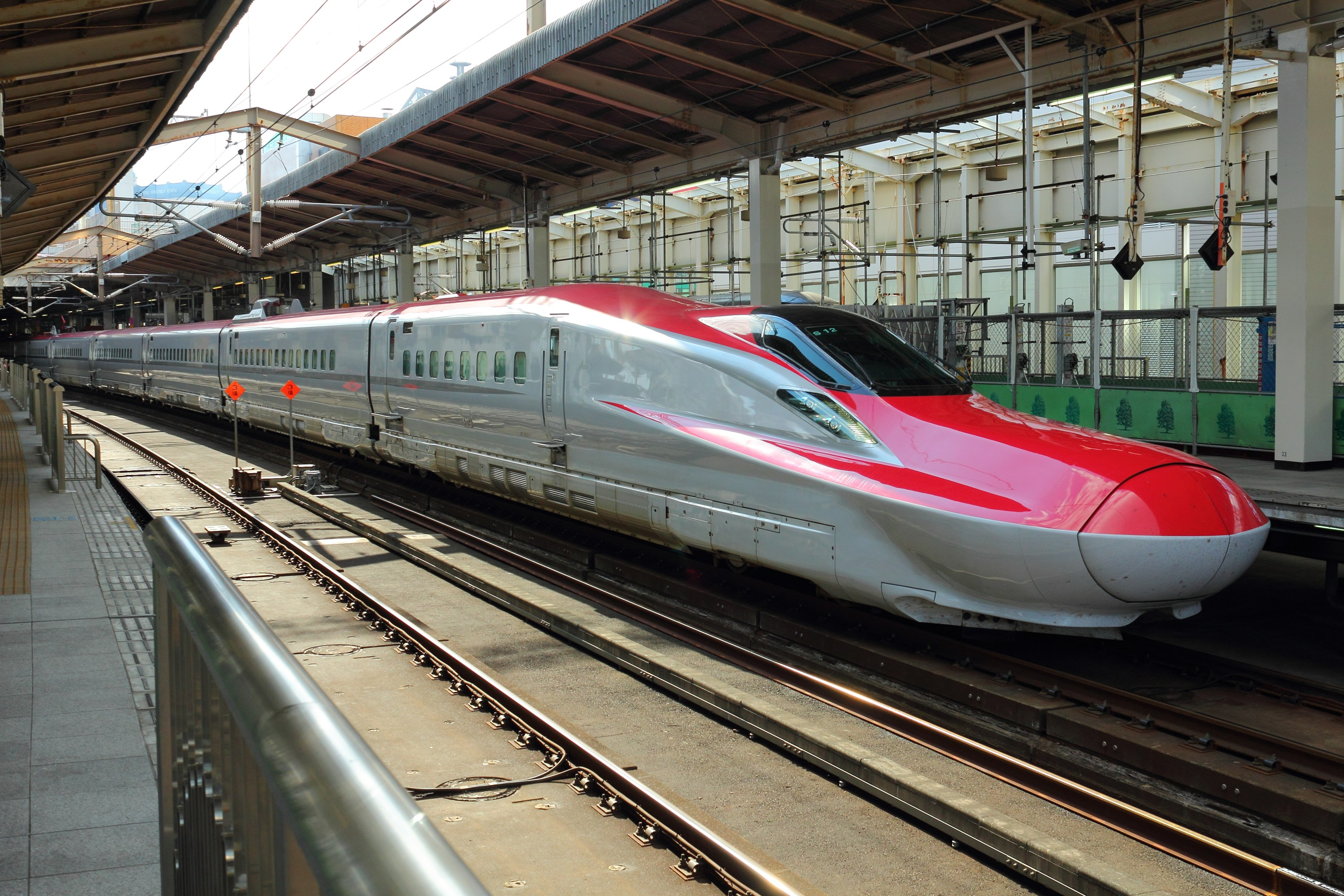
Shinkansen E6.

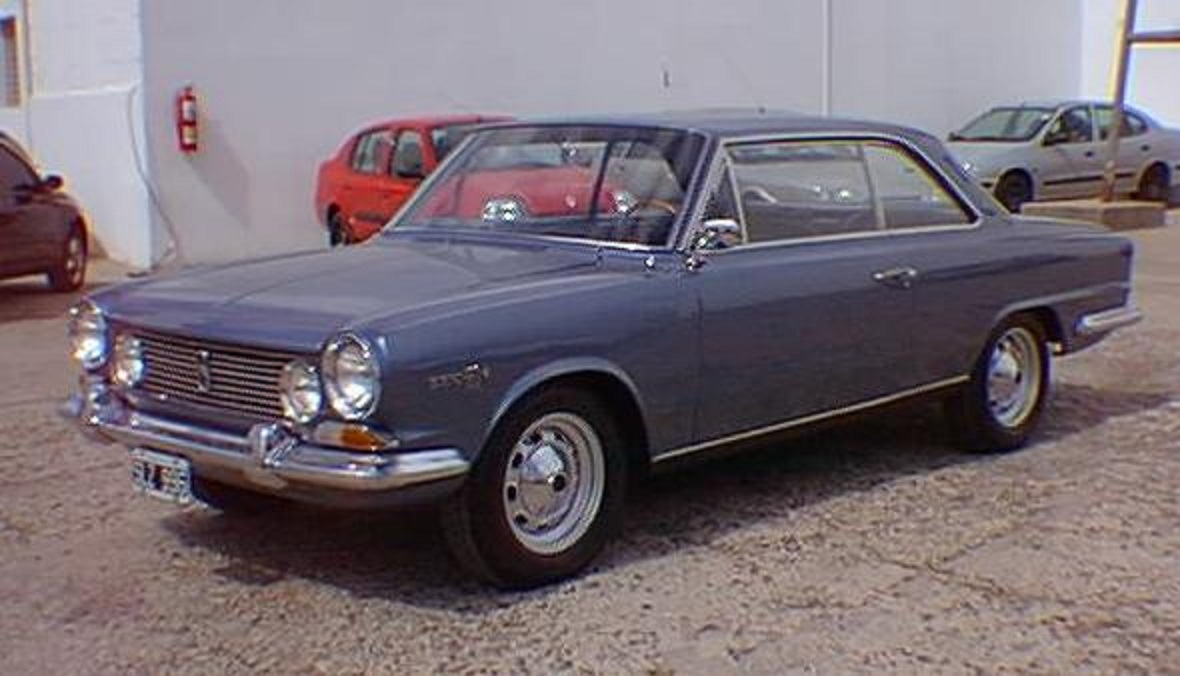
IKA-Renault Torino 380w "Industria Argentina" de 1966

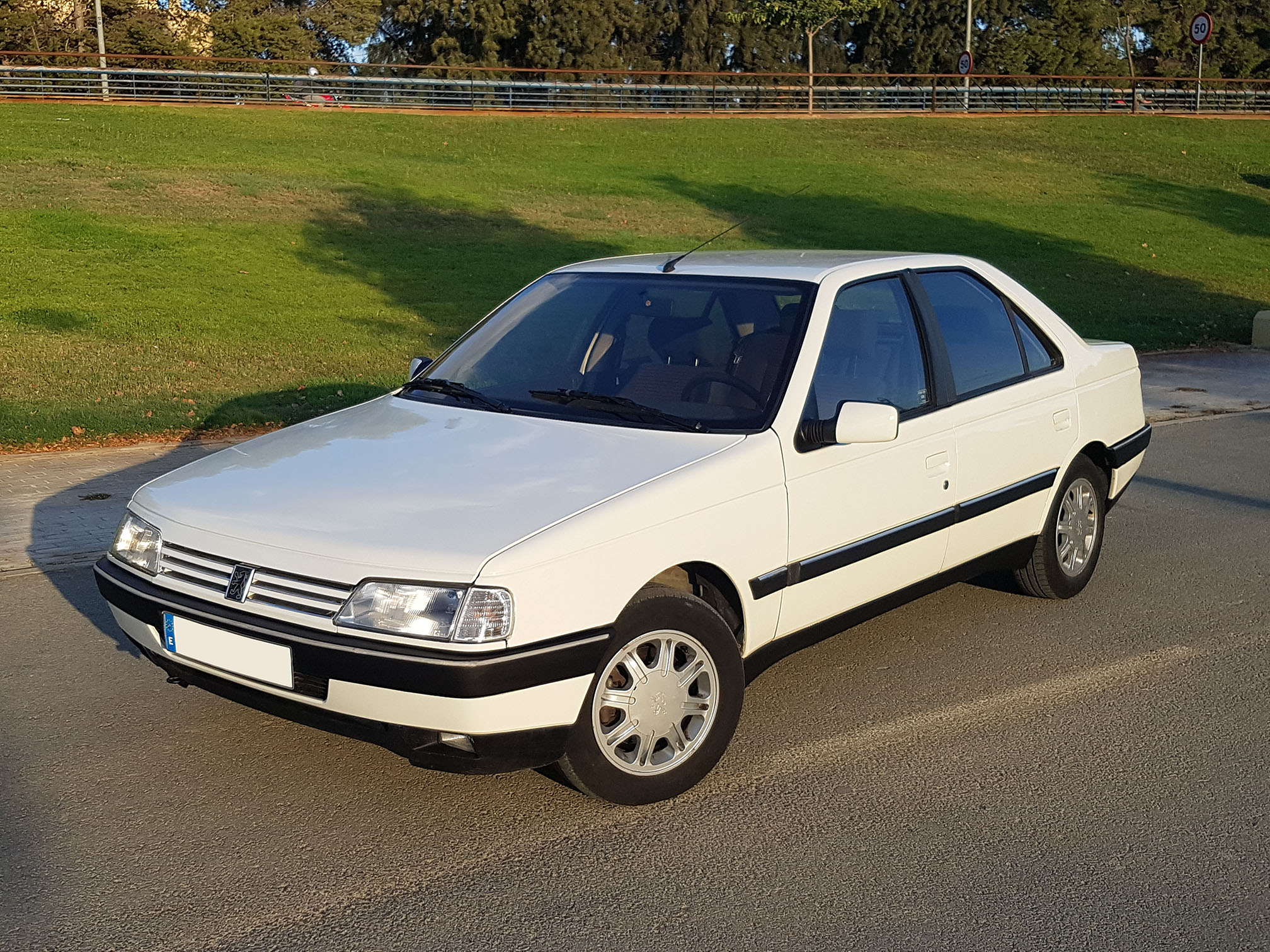
Peugeot 405 de 1987.

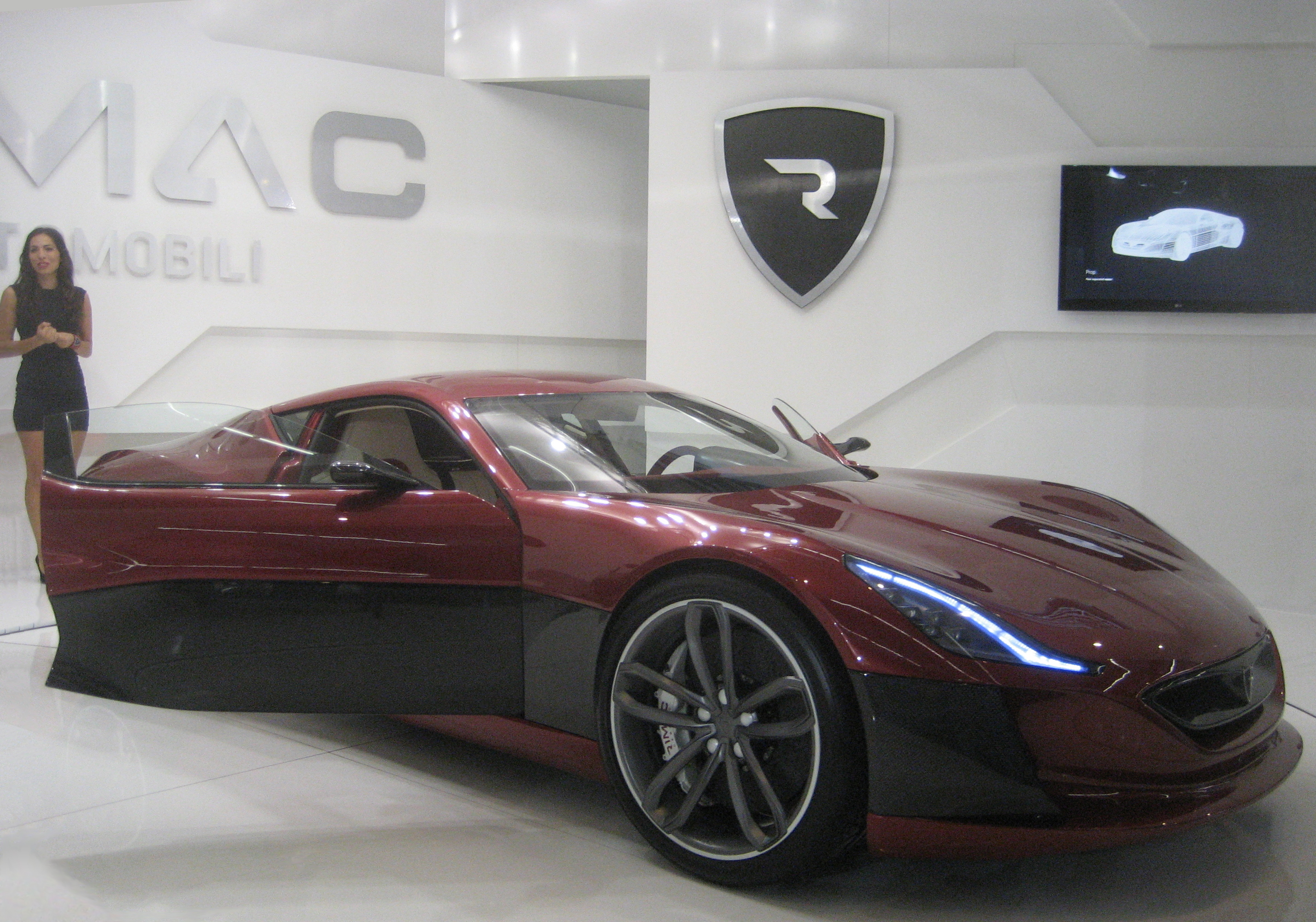
Rimac Concept One.

En el Salón del Automóvil de Ginebra de 2019 se presentó el Pininfarina Battista, primer modelo de la marca como constructor. Se trata de un superdeportivo eléctrico con cuatro motores, uno para cada rueda. Acelera de 0 a 100 km/h (62 mph) en unos 2 segundos, de 0 a 300 km/h (186 mph) en unos 12 segundos. Tiene una velocidad máxima 350 km/h (217 mph) y una autonomía de unos 450 km (280 mi). Solamente se producirían 150 unidades previstas para entregarse en 2020.

## Diseños destacados
- 1933 Alfa Romeo 8C 2300
- 1936 Lancia Aprilia
- 1938 Lancia Astura
- 1948 Cisitalia 202
- 1952 Alfa Romeo 1900 Cabriolet
- 1952 Ferrari 250
- 1952 Nash Ambassador
- 1952 Nash-Healey
- 1953 Four Berlinetta y una versión Spyder del Maserati A6 GCS/53
- 1955 Peugeot 403
- 1955 Ferrari 410 Superamerica
- 1956 Austin A40 Farina
- 1957 Lancia Flaminia
- 1958 BMC Farina cars - Austin A55 Cambridge Mk II, MG Magnette Mk III, Morris Oxford V, Riley 4/68, Wolseley 15/60
- 1959 Fiat 1800/2100
- 1960 Peugeot 404
- 1961 Fiat 2300
- 1961 Maserati 5000 GT
- 1964 Ferrari 275
- 1965 Dino 206
- 1965 MGB GT
- 1966 IKA Torino
- 1966 Alfa Romeo 1600 Spider Duetto
- 1966 Ferrari 330 GTC
- 1966 Fiat 124 Spider
- 1966 Fiat Dino Spider
- 1967 Propuesta de reemplazo para BMC 1800 (ADO17)[6]
- 1967 Propuesta de reemplazo para BMC 1100 (ADO16)[6]
- 1968 Ferrari Daytona
- 1968 Peugeot 504 Sedán, Cabriolet y Cupé
- 1971 Fiat 130 Cupé
- 1973 Ferrari 365 GT4 BB
- 1975 Lancia Montecarlo
- 1975 Rolls-Royce Camargue
- 1978 Jaguar XJ6
- 1979 Peugeot 505
- 1980 Fiat Spider Pininfarina 2000 (Injected by Bosch L-Tronic)
- 1983 Peugeot 205
- 1984 Ferrari 288 GTO
- 1984 Ferrari Testarossa
- 1985 Peugeot 205 Cabriolet
- 1987 Alfa Romeo 164
- 1987 Cadillac Allanté
- 1987 Ferrari F40
- 1987 Peugeot 405
- 1989 Peugeot 605
- 1989 Ferrari Mythos
- 1994 Fiat Coupé
- 1995 Alfa Romeo GTV y Alfa Romeo Spider
- 1995 Honda SSM Concept Car
- 1995 MG F - Estructura del techo solamente.
- 1996 Ford Ka
- 1996 Lancia Kappa SW
- 1997 Peugeot 306 Cabriolet[7]
- 1997 Peugeot 406 Cupé
- 1999 Songhuajiang Hafei Zhongyi
- 1999 Mitsubishi Montero
- 2000 Ferrari 550 Barchetta
- 2000 Ferrari Rossa
- 2000 Carrocería para autobuses Hispano Habit
- 2001 Citroën Osée
- 2002 Daewoo Tacuma
- 2002 Ferrari 575M Maranello
- 2002 Ferrari Enzo
- 2002 Chevrolet Optra
- 2002 Hafei Lobo
- 2002 Series 7000 y 9000 del Metro de Madrid (AnsaldoBreda)
- 2003 Maserati Quattroporte
- 2004 Ferrari 612 Scaglietti
- 2005 Peugeot 1007
- 2005 Maserati birdcage75th
- 2006 Volvo C70
- 2006 Ferrari 599 GTB Fiorano
- 2006 Ferrari P4/5
- 2007 Brilliance BC3
- 2007 Ford Focus CC by Pininfarina
- 2007 Maserati GranTurismo
- 2007 Hyundai Coupe FX
- 2007 Hyundai Matrix
- 2008 Ferrari California
- 2008 Jac B18
- 2009 Ferrari 458 Italia
- 2009 Fiat Punto Sporting
- 2010 Talgo Avril
- 2011 Chery Skin
- 2011 Shinkansen E5 y E6
- 2011 Brilliance H530
- 2012 Ferrari FF
- 2012 Rimac Concept One
- 2016 Soueast DX7
- 2016 Soueast DX3
- 2019 Pininfarina Battista, primer automóvil propio
- 2017 Pininfarina H2 Speed